# Ferdinand Fellner
Ferdinand Fellner mladší (19. dubna 1847, Vídeň – 22. března 1916 tamtéž) byl rakouský architekt.

## Život Ferdinanda Fellnera
Fellner se narodil jako syn vídeňského architekta a stavebního podnikatele Ferdinanda Fellnera st. Studium architektury ukončil ve Vídni a v roce 1870 nastoupil do firmy svého otce, kterou vedl i po jeho smrti. S manželkou Kateřinou měl Fellner dvě děti, Melánii a Ferdinanda (přezdívaného "Ferry" - také architekt).
Ferdinand Fellner zemřel 22. března 1916 ve Vídni a tři roky na to skonal i Herman Helmer.

## Ateliér Fellner a Helmer
V roce 1873 založil společně s Hermanem Helmerem ateliér Fellner & Helmer. Koncem 19. století to byl jeden z nejznámějších architektonických ateliérů ve Vídni, který se specializoval hlavně na projektování divadelních budov. Za 43 let své spolupráce navrhli a vyprojektovali více než 200 staveb, které byly většinou realizovány v zemích Rakousko-Uherska.
Fellner a Hellmer vyvinuli vlastní typ divadla s dobrým dispozičním a technickým řešením, přičemž většina z těchto divadel slouží dodnes svému účelu. Z výtvarného hlediska jde o eklektickou architekturu, s překypujícím řemeslným dekorem, využívající pozdější renesanční a barokní formy, v posledních dílech také secesní. Častými spolupracovníky ateliéru při výzdobě interiérů a exteriérů budov byly i významní umělci své doby - Gustav Klimt a Ernest Klimt, Franz Matsch, Hans Makart a další.
Díky bezpečnostním hlediskům byl ateliér Fellner a Helmer prohlášen za firmu, která má přijatelné ceny a přesně dodržuje termíny, a proto získal zakázky na řadu dalších staveb různého využití a účelu (projektoval bytové domy, obchodní domy, vily, paláce a zámky a jiné). Fellner a Hellmer pracovali po celý život spolu, takže nelze oddělit jejich autorský vklad u budov.

## Hlavní díla
- Městské divadlo ve Vídni (1872)
- Lidové divadlo v Budapešti (1874)
- Historická budova Slovenského národního divadla v Bratislavě (1882)
- Státní opera v Praze (1886–1887)
- Divadlo opery a baletu, Oděsa (1887)
- Palác Lanckoroński ve Vídni pro hraběte Lanckorońského (1894–1895)
- Palác hraběte Károlyiho v Budapešti
- Hlavní fasáda Divadla na Vídeňce (1902)
- Národní divadlo, Sofie (1906)
- Secesní divadlo v Mladé Boleslavi (1906–1909)